# Sulfohemoglobinèmia
La sulfohemoglobinèmia és una malaltia rara en la qual hi ha sulfahemoglobina en excés (SulfHb) a la sang. El pigment és un derivat verdós de l'hemoglobina que no es pot convertir de nou a l'hemoglobina normal, funcional. Això causa cianosi, fins i tot a nivells baixos en la sang. Es tracta d'una condició rara de la sang que ocorre quan un àtom de sofre s'incorpora a la molècula d'hemoglobina. Quan el sulfur d'hidrogen (H₂S) (o ions sulfur) i els ions fèrrics es combinen a la sang, la sang és incapaç de transportar oxigen.

## Causes
Això pot ser causat per prendre medicaments que continguin sulfamides en certes condicions (és a dir, una sobredosi de sumatriptan). La sulfohemoglobinèmia és generalment induïda per drogues. Entre els medicaments associats amb la sulfohemoglobinèmia hi han l'acetanilida, fenacetina, nitrats, trinitrotoluè i compostos de sofre (principalment sulfamides, com la sulfasalazina). Una altra possible causa és l'exposició ocupacional a compostos de sofre. Pot ser causada per fenazopiridina.

## Presentació
Els símptomes inclouen una decoloració blavosa o verdosa de la sang, la pell i les membranes mucoses, tot i que una prova de recompte de sang pot no mostrar cap anormalitat en la sang. Aquesta decoloració s'anomena cianosi, i és causada per més de 5 grams per cent de deoxihemaglobinèmia, o 1,5 grams per cent de methemaglobinèmia, o 0,5 grams per cent de sulfhemaglobinèmia, totes les anormalitats mèdiques greus.

## Pronòstic i tractament
La condició generalment es resol amb la producció d'eritròcits (glòbuls vermells), tot i que les transfusions de sang poden ser necessàries en casos extrems.